# Цвятко Анев
Цвятко Стоицов Анев е деец на БКП, партизанин. Български офицер, генерал-майор.

## Биография
Цвятко Анев е роден на 18 декември 1911 г. в село Столник, Новоселско.  Член на РМС от 1930, а на БКП от 1934 г. Завършва трети прогимназиален клас. От 1927 до 1928 г. работи първоначално като ученик-шлосер (уволнен заради отказ да работи на 1 май) в занаятчийска кооперация „Вулкан“, а впоследствие е калфа-шлосер в метална работилница „Г.Иванов“. От 1928 до 1929 г. продължава да работи като калфа-шлосер в София. В периода 1929 – 1932 г. работи в гаража на италианска компания, която работи по Рилския водопровод. Военната служба отбива в Първа инженерна дружина. По професия е шофьор.  Между 1932 и 1934 г. работи обща работа в родното си село, през което време е арестуван няколко пъти. От 1934 до 1935 г. е помощник-шофьор. В период 1935 – 1938 г. е помощник-шофьор по линията София-Дупница-Свети Врач. На 26 януари 1938 г. е заловен от полицията в Свети Врач. На 30 януари успява да избяга от Свети Врачкото околийско управление в Гърция. 
Осъден е задочно от Горноджумайския окръжен съд по ЗЗД за това, че през пролетта на 1937 г. е бил сред създателите на „нелегална група, поделение на бившата (разтурена) комунистическа партия, подбуждаща към насилствено изменение на установения от конституцията държавен и обществен строй“ и подбуждане „към вражда и омраза спрямо отделните класове и слоеве на населението и установените власти“ по ЗЗД на 12 години и 6 месеца строг тъмничен затвор и 275 000 лева (които могат да бъдат заменени с шест месеца тъмничен затвор), като наказанието му влиза в сила от 18 октомври 1940 г. Тъй като престъплението е извършено преди 16 юни 1937 г., присъдата е намалена до три години. 
В Гърция е осъден на 7 месеца затвор, които прекарва в Солунския затвор. След това около година и половина се занимава със земеделска работа на остров Крит. 
На 15 август 1940 г. е заловен от югославската полиция край Крива Паланка при опит за влизане в България и на 11 септември 1940 г. е предаден на българската държава. Присъдата от 1938 г. изтърпява в Плевенския, Горноджумайския и Софийския затвори. В затвора поддържа близки отношения с Иван Тодоров-Горуня. 
На 14 юли 1943 г. бяга от Плевенския затвор на връщане от извеждането за изкъпване в близката река и става заместник-командир на партизанския отряд „Гаврил Генов“. 
След Деветосептемврийския преврат е помощник-командир на шеста пехотна бдинска дивизия (15 септември 1944 – 3 декември 1947). В периода 3 декември 1947 – 1 януари 1949 г. е командир на първи гвардейски стрелкови полк. От 1 януари 1949 до 27 януари 1950 г. следва в СССР курс „Вистрел“. От 27 януари 1950 г. е командир на първа гвардейска стрелкова дивизия. Генерал-майор и комендант на Софийския гарнизон.  До октомври 1956 г. е командир на първи стрелкови корпус. След това е изпратен да учи във Академията на Генералния щаб на армията на СССР „Ворошилов“.
През 1965 г. е един от организаторите на опита за отстраняване на Тодор Живков заедно с Иван Тодоров-Горуня и Цоло Кръстев. На 5 април Горуня му съобщава, че са разкрити, а Анев унищожава писмените доказателства за заговора. На 6 април се укрива при кума си, Борис Коларски. На 8 април е арестуван, без да окаже съпротива и е осъден на осем години затвор. 
На 15 юни 1990 г., заедно с всички останали осъдени е реабилитиран. 
Цвятко Анев умира през 2002 г. в София.  Погребан е в родното си село Столник.

## Образование
- Трети прогимназиален клас
- курс „Вистрел“, СССР (1 януари 1949 – 27 януари 1950)
- Академия на Генералния щаб на армията на СССР „Ворошилов“ (1956-?)